# تيت آرمسترونغ
تيت آرمسترونغ (بالإنجليزية: Tate Armstrong)‏ مواليد 5 أكتوبر 1955 في مولتري، هو لاعب كرة سلة أمريكي سابق. بدأ مسيرته الاحترافية في سنة 1977. تم اختياره من قبل فريق شيكاغو بولز خلال الدرافت. حمل الرقم 14. يبلغ طوله 6 قدم 3 بوصة (1.9 م). مثّل منتخب بلاده. شارك في دورة الألعاب الأولمبية الصيفية سنة 1976. اعتزل اللعب في 1979.

## الميداليات
| الميدالية | المسابقة                       |
| --------- | ------------------------------ |
| ذهبية     | الألعاب الأولمبية الصيفية 1976 |

## روابط خارجية
- تيت آرمسترونغ على موقع الاتحاد الدولي لكرة السلة (الإنجليزية)
- تيت آرمسترونغ على موقع إن بي أي (الإنجليزية)
- تيت آرمسترونغ على موقع سبورتس رفرنس (الإنجليزية)
- تيت آرمسترونغ على موقع كلية كرة السلة في سبورتس رفرنس.كوم (الإنجليزية)
- تيت آرمسترونغ على موقع ريلجم (الإنجليزية)
- تيت آرمسترونغ على موقع بروبوليرز (الإنجليزية)
- تيت آرمسترونغ على موقع سبورتس رفرنس (الإنجليزية)
- تيت آرمسترونغ على موقع أوليمبيديا (الإنجليزية)